# Jardín chino de la Amistad

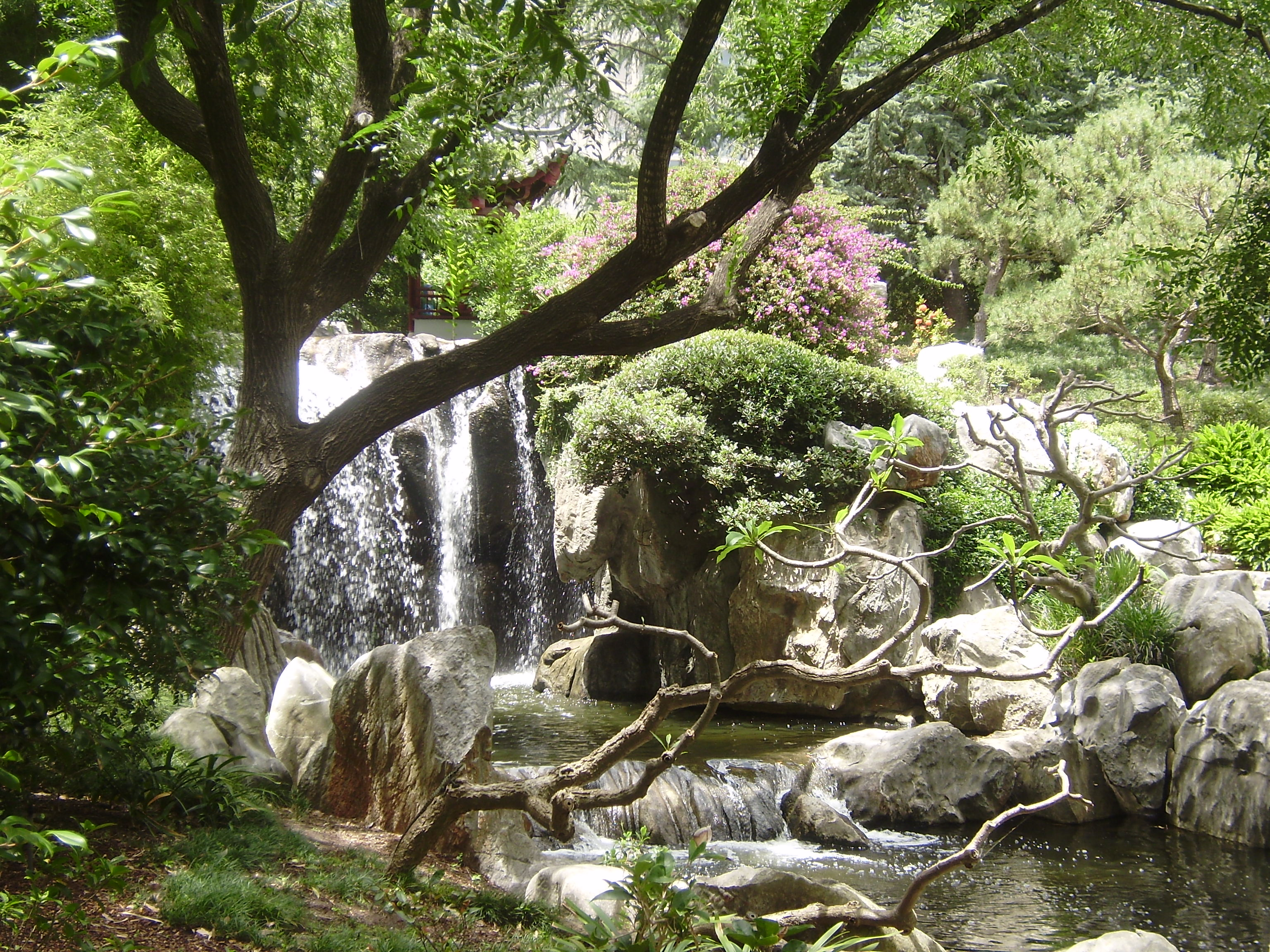
Cascadas del Jardín

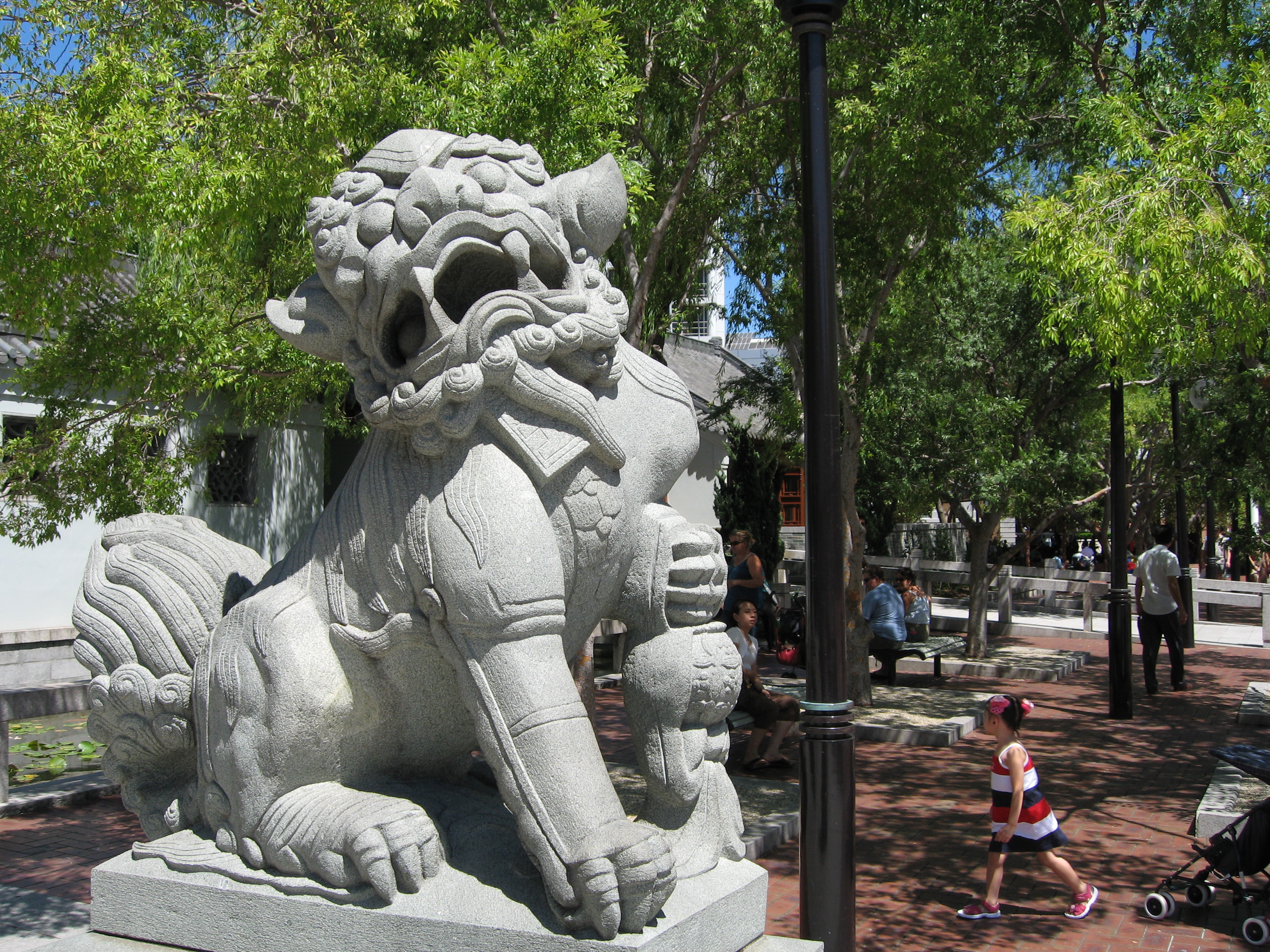
Entrada al Jardín

El Jardín chino de la Amistad (inglés: The Chinese Garden of Friendship; chino simplificado: 谊园; chino tradicional: 誼園) es un jardín chino en Chinatown, Sídney, Australia. Tomando como modelo los clásicos jardines privados de la Dinastía Ming, el jardín ofrece una idea de cómo son la cultura y el patrimonio chinos.

## Diseño y ubicación
El Jardín chino de la Amistad fue diseñado por la ciudad china de Cantón, hermanada con Sídney. Chinatown, Sídney completa el ya rico patrimonio cultural chino de la zona. El jardín se inauguró oficialmente el 17 de enero de 1988 como parte de la celebración del Bicentenario de Australia y se le puso el nombre de Jardín chino de la Amistad para simbolizar el vínculo establecido entre China y Australia.
El Jardín está situado en la esquina de Day Street y Pier Street, en el Puerto Darling, donde antes se encontraba el NSW Fresh Food and Ice Co, que fue importante para el desarrollo de la refrigeración y congelación en Sídney.

## Características
El Jardín chino de la Amistad está lleno de plantas de bambú y brillantes cascadas. El jardín entero no puede verse desde ningún punto dentro del mismo.
El jardín tiene varios puntos de interés, entre los que se incluyen la pared del Dragón, que simboliza el vínculo entre Nueva Gales del Sur y Cantón. El dragón azul del agua representa el estado de Nueva Gales del Sur y el dragón dorado de los cielos representa la provincia de Cantón.
El Pabellón de la Fragancia del Loto, el Pabellón Gemelo y la Casa del Té que ofrece té chino tradicional y otros tentempiés. En el jardín se celebran con frecuencia bodas y otros eventos.

## En la cultura popular
El jardín se utilizó para rodar algunas escenas de Power Rangers: la película en 1995 y también de The Wolverine en octubre de 2012. Sin embargo, muchas características de los jardines se cambiaron o se taparon, ya que la película estaba ambientada en Japón: se eliminó toda la caligrafía china y los motivos de dragones y se construyó temporalmente un pabellón en el centro del lago.